# Campethera
Campethera – rodzaj ptaków z podrodziny dzięciołów (Picinae) w obrębie rodziny dzięciołowatych (Picidae).

## Zasięg występowania
Rodzaj obejmuje gatunki występujące w Afryce.

## Morfologia
Długość ciała 16–24 cm; masa ciała 35–84 g.

## Systematyka
Rodzaj zdefiniował w 1837 roku angielski zoolog William Swainson w publikacji własnego autorstwa poświęconej historii naturalnej i systematyce ptaków. Swainson wymienił dwa gatunki – Dendromus brachyrhynchus Swainson, 1837 (= Picus maculosus Valenciennes, 1826) i Dendromus punctatus Swainson, 1837 (= Picus nubicus Boddaert, 1783) – z których gatunkiem typowym jest (późniejsze oznaczenie) Dendromus brachyrhynchus Swainson, 1837 (= Picus maculosus Valenciennes, 1826) (dzięciolik czarnosterny). Jednak nazwa – Dendromus – którą nadał nowemu rodzajowi Swainson, okazała się młodszym homonimem rodzaju ssaków opisanego w 1829 roku, dlatego w 1841 roku angielski ornitolog George Robert Gray nadał rodzajowi ptaków nową nazwę – Campethera.

### Etymologia
- Dendromus: gr. δενδρον dendron ‘drzewo’; -δρομος -dromos ‘biegacz’, do τρεχω trekhō ‘biegać’[10].
- Campethera: gr. καμπη kampē ‘gąsienica’; -θηρας -thēras ‘łowca’, od θηραω thēraō ‘polować’, od θηρ thēr, θηρος thēros ‘bestia, zwierzę’[11].
- Chrysoptilopicus: zbitka wyrazowa nazw rodzajów: Chrysoptilus Swainson, 1832 oraz Picus Linnaeus, 1758 (dzięcioł)[12]. Gatunek typowy (oznaczenie monotypowe): Picus (Chrysoptilopicus) smithii Malherbe, 1845 (= Chrysoptilus abingoni A. Smith, 1836).
- Chrysopicos: gr. χρυσος khrusos ‘złoty’; nowogr. πικος pikos ‘dzięcioł’, od łac. picus ‘dzięcioł’[13]. Gatunek typowy (oznaczenie monotypowe): Picus nubicus Boddaert, 1783.
- Stictopicus: gr. στικτος stiktos ‘plamisty, cętkowany’, od στιζω stizō ‘tatuować’; nowogr. πικος pikos ‘dzięcioł’, od łac. picus ‘dzięcioł’[14]. Gatunek typowy (oznaczenie monotypowe): Picus nubicus Boddaert, 1783.
- Ipagrus: gr. ιψ ips, ιπος ipos ‘kornik’; αγρεω agreō ‘łapać’[15].
- Notopicus: gr. νοτος notos ‘południe’; nowogr. πικος pikos ‘dzięcioł’, od łac. picus ‘dzięcioł’[16]. Gatunek typowy (oryginalne oznaczenie): Picus notatus M.H.C. Lichtenstein, 1823.

### Podział systematyczny
Gatunki wyodrębnione z Geocolaptes; w takim ujęciu do rodzaju należą następujące gatunki:
- Campethera tullbergi Sjöstedt, 1892 – dzięciolik górski
- Campethera taeniolaema Reichenow & Neumann, 1895 – dzięciolik zebrowany
- Campethera cailliautii (Malherbe, 1849) – dzięciolik zielonogrzbiety
- Campethera maculosa (Valenciennes, 1826) – dzięciolik czarnosterny
- Campethera nubica (Boddaert, 1783) – dzięciolik moręgowany
- Campethera punctuligera (Wagler, 1827) – dzięciolik kropkowany
- Campethera bennettii (A. Smith, 1836) – dzięciolik akacjowy
- Campethera scriptoricauda (Reichenow, 1896) – dzięciolik plamkowany
- Campethera notata (M.H.C. Lichtenstein, 1823) – dzięciolik łuskowany
- Campethera abingoni (A. Smith, 1836) – dzięciolik złotosterny
- Campethera mombassica (G.A. Fischer & Reichenow, 1884) – dzięciolik cętkowany